# Robokalypsa
Robokalypsa (anglicky Robopocalypse) je sci-fi román od autora Daniela H. Wilsona, vyšel roku 2011 (v ČR v roce 2013 v překladu Eriky Hájkové). Román pojednává o "Nové válce" UI Robotů proti lidstvu.

## Kompozice
Příběh je vyprávěn pomocí záznamů, které se dochovali po "Nové válce", každý záznam (jakoby kapitola) vypráví konkrétní příhodu se začátkem a koncem, tyto záznamy na sebe navazují a posouvají děj dopředu. V prologu (Brífinku) se čtenáři dozví, jak dopadla robotí válka, poté následují části "Izolované incidenty", "Hodina H", "Přežití", "Procitnutí" a "Odplata".

## Děj
V brífinku je čtenáři sděleno, že lidstvo vyhrálo "Novou válku" (válku lidí proti robotům), i když lidstvo mělo hodně namále. Následující děj je vyprávěn retrospektivně pomocí záznamů, které se po nové válce dochovaly
V Laboratořích Lake Novus stvořil profesor Nicholas Waserman UI (umělá inteligence) robota Archona, při rozhoru robot sebe samého označuje jako boha a chce, aby svět ovládli roboti a pár lidí žilo jen jako otroci. Profesor tedy chce robota zničit, tak jak už učinil několikrát s předešlými a taktéž nepovedenými stroji tohoto typu, to se ale shodou okolností nepodaří a profesor zemře, Archos zůstane zachován a okamžitě začne realizovat svůj plán na zničení lidí.
Roboti nejprve přestávají poslouchat velmi pomalu a lidmi jsou tyto izolované incidenty vysvětlovány jako porucha - například zmrzlináře Jeffa Thompsona napadne "Domík" (domácí robot); "pijavicí" nakažená androidka Mikiko se pokusí zabít svého majitele Takea Nomuru, který ji upřímně miluje; BAPík (nebojový robot) se zbláznil a zabil v Afghánistánu několik lidí, posléze, když ho voják Blanton přemohl, spáchal robot sebevraždu; Mathildu Perézovou zastrašovali robotické hračky, aby zabránili její matce, kongresmance Lauře Perézové, schválit zákon na obranu proti robotům; těžaři na Aljašce záhadně zahynou, když přinášeli součástky k tajemné díře v ledu.
V "Hodině H" začnou roboti přímo útočit na lidi mezi lidmi vypukne panika a boj o holý život. Marcus Johnson se svou manželkou Dawn se zabarikádovali doma, Marcus později zjistil, že když zbourá prázdné domy, tak tím robotům zásadně ztíží vyhlazování lidstva. Laura Perézová se při odvozu svých dětí setká s bizarními autonehodami, které záměrně způsobily přetechnizovaná auta, aby zabily svého řidiče, také si vyslechne skutečně znějící telefonát, který láká vystrašené lidi do Indianopolisu, ve skutečnosti jde o robotí past. Strážníka Wayna napadlo jeho služební auto, díky čemuž se přidal k odboji proti robotům a Gray Horse se tak později stalo nejdůležitější pevností odbojářů. Paulovi Blantonovi, který byl zatčen za "selhání" BAPíka, se podařilo uprchnout z vězení, když vězně začali zabíjet robotičtí bachaři, a v Afghánských horách, společně s různými kmeny bojoval proti robotům.
Nomura se nejprve pokoušel opravit svou lásku Mikkiko, ale hlavně se mu podařilo tovární roboty odstřihnout od Archonova vlivu a tito stroje začali pomáhat lidem. Laura Perézová zemřela při záchraně svých dětí, dvanáctiletá Mathilda Perézová s mladším bratrem se přidala k newyorským odbojářům, vedených Marcusem, a zjistila, že díky svým robotickým implantátům je schopna telepaticky komunikovat a částečně i ovládat roboty, tato její vlastnost byla v Nové válce rozhodující. Paul Blanton s Jabarem objevili Archonovu základnu na Aljašce.
Mathilda pomocí satelitů (které od Archonova vlivu odblokoval "Stopař", za což ale zaplatil životem) zprávu, kde se Archos ukrývá, což lidem umožní mobilizaci a vydávají se robotům zasadit finální úder. S pomocí Nomurovi Mikkiko se několik UI robotů osvobodí od Archosova vlivu a někteří dokonce ve válce začnou pomáhat lidem. Mezi osvobozenými roboty nejvíce vyniká 902, který se velmi spřátelí s Cormacem "Koumákem" Wallacem a právě Koumákova četa se dostane až k Archosovi, kterého nakonec definitivně zničí právě osvobozený robot 902.
Zbídačené lidstvo se po Nové válce znovu postavilo na nohy a koexistuje i s osvobozenými roboty.